# Рожден (Болгария)
Рожден (болг. Рожден) — село в Болгарии. Находится в Бургасской области, входит в общину Руен. Население составляет 455 человек (2022).

## Политическая ситуация
В местном кметстве Рожден, в состав которого входит Рожден, должность кмета (старосты) исполняет Мухарем Исмаил Мухарем (Движение за права и свободы (ДПС)) по результатам выборов правления кметства.
Кмет (мэр) общины Руен — Дурхан Мехмед Мустафа (Движение за права и свободы (ДПС)) по результатам выборов в правление общины.